# سوئولاما
سوئولاما (روسی: Суолема) یک رود در سرزمین کراسنویارسک کشور روسیه است.